# Polycyrtus retusus
Polycyrtus retusus är en stekelart som beskrevs av Zuniga 2004. Polycyrtus retusus ingår i släktet Polycyrtus och familjen brokparasitsteklar. Inga underarter finns listade i Catalogue of Life.